# WFMU
WFMU est une station de radio non commerciale basée à Jersey City, dans le New Jersey. Elle émet à la fréquence de 91.1 MHz à New York, et à 90.1 MHz (où elle s'appelle WMFU) à la Vallée de l'Hudson. Il s'agit de la plus ancienne radio libre (free form radio) des États-Unis actuellement en activité.
Les programmes de WFMU se caractérisent par une liberté totale laissée à ses DJs et une orientation clairement alternative. Parmi ses animateurs les plus célèbres on peut citer Andy Breckman, Laura Cantrell, Jason Forrest, Nardwuar la serviette humaine (Nardwuar the Human Serviette) ou encore Dennis Diken (batteur de The Smithereens).
La station reçut le titre de « meilleure station de radio du pays » (Best Radio Station in the Country) par le magazine Rolling Stone durant quatre années consécutives (1991-1994) et fut également qualifiée de meilleure station de New York ou même des États-Unis par The Village Voice, New York Press et CMJ, entre autres.

## Histoire
WFMU a émis pour la première fois en avril 1958, par le biais d'une licence détenue par l'Upsala College, à East Orange dans le New Jersey. Alors qu'elle était  au bord de la banqueroute, Auricle Communications, une association sans buts lucratifs, racheta la licence au collège et la radio devient pleinement indépendante. En août 1998, les locaux de la station furent déménagés à Jersey City, dans un immeuble acquis grâce aux dons des auditeurs. WFMU dispose d'un relai à Mount Hope (New York).